# Phenone

Acetophenon

Phenone, auch Alkylarylketone, sind gemischt aliphatisch-aromatische Ketone, der wichtigste und einfachste Vertreter dieser Stoffgruppe ist das Acetophenon. Verlängert man die Kohlenstoffkette um eine CH2-Einheit, gelangt man zum Propiophenon. Nach einer abweichenden Definition haben Phenylketone Trivialnamen, die auf „-phenon“ enden, wie z. B. Benzophenon. Weitere Beispiele für Phenone sind das Acetovanillon und Acetosyringon. Hier sitzen am Aromaten Hydroxy- und Methoxygruppen als weitere Substituenten.

## Herstellung
Die Synthese der Phenone erfolgt meist über die Friedel-Crafts-Acylierung von Aromaten (z. B. Benzol) mit einem entsprechenden Carbonsäurechlorid, z. B. Essigsäurechlorid oder Propionsäurechlorid.